# Pierre Devis
Pour les articles homonymes, voir Devis (homonymie).
Pierre Devis (1846-1919) est un peintre belge né et décédé à Auderghem.

## Biographie
Il devint artiste peintre et fut nommé maître-décorateur au théâtre de la Monnaie, à Bruxelles. Il y réalisa de magnifiques décors lyriques, répondant aux besoins du théâtre d'alors. Artiste très apprécié, il reçut des commandes pour des théâtres parisiens.
Pierre Devis était propriétaire d'un domaine dans la rue Jacques Bassem, transformé aujourd'hui en parc du Bergoje dont l'entrée se trouve à hauteur de l'avenue Paul Verheyleweghen. Une rue en face de cette entrée a reçu son nom.